# Letničie
Letničie je obec na Slovensku v okrese Skalica. Žije zde 500 obyvatel.
V obci je římskokatolický kostel sv. Jana Křtitele z roku 1822. Dále se v obci a na polích v okolí obce nachází několik Božích muk a Pieta postavená na počest vojáka padlého v první světové válce. Poblíž kostela je pomník hrdinů padlých při Slovenském národním povstání.

## Fotografie

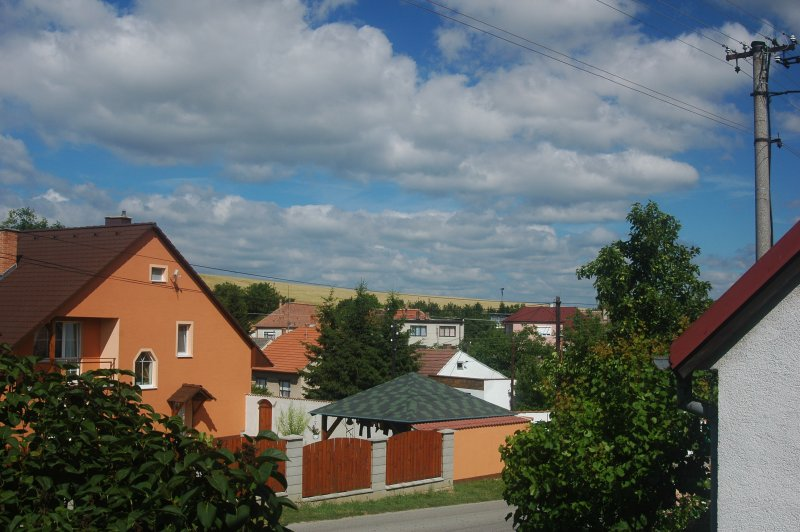
Letničie
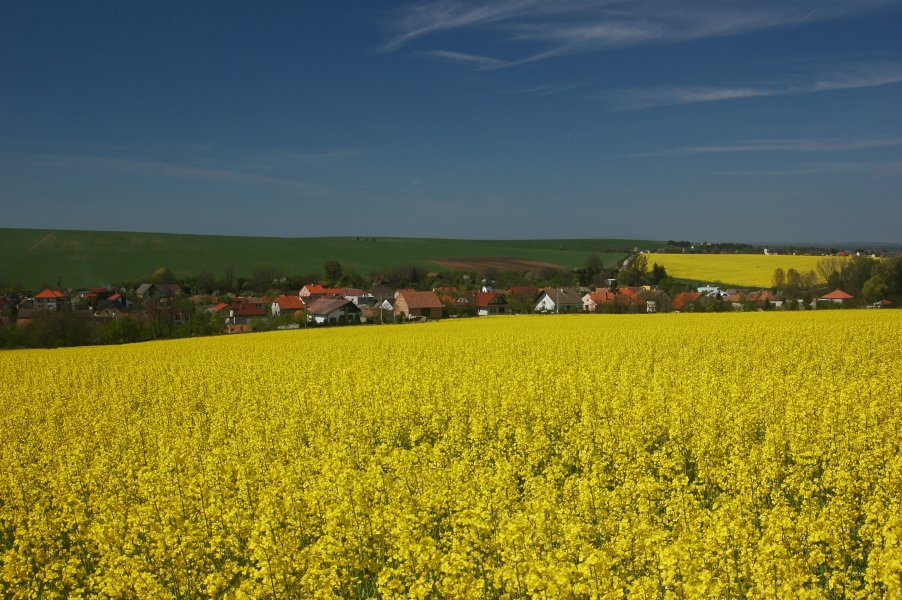
Letničie
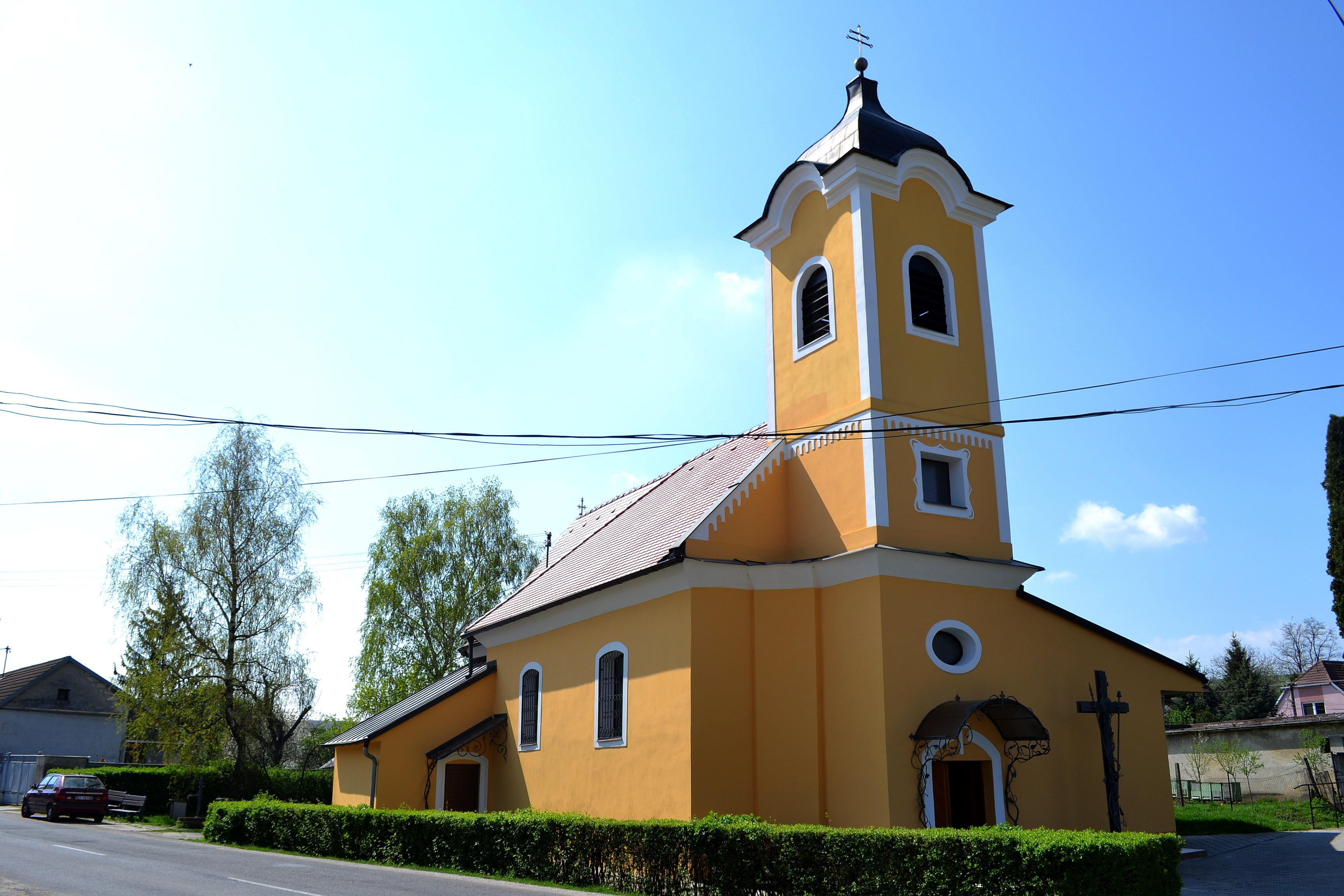
Kostel